# Смільницький Андрій Ярославович
Андрі́й Яросла́вович Смільни́цький (4 лютого 1987 — 23 травня 2016) — старший солдат Збройних сил України, учасник російсько-української війни.

## Життєпис
Народився 1987 року в селі Зміївка (Бериславський район, Херсонська область). Закінчив Зміївську середню школу, переїхав до Херсона на навчання. Ще школярем був паламарем — при церкві Святого Архістратига Михаїла. В армію не взяли через слабкий зір. Ще зі школи досконало володів англійською мовою, любив малювати. В морі побував тричі — працював барменом на пасажирському судні; перебуваючи у відпустці між рейсами, отримав повістку до армії. Пройшов комісію; старший солдат, стрілець-помічник гранатометника десантного взводу 2-ї аеромобільно-десантної роти, 90-й окремий десантний штурмовий батальйон «Житомир».
Потрапив у зону бойових дій, бойове хрещення прийняв під Донецьким аеропортом. У лавах ЗСУ служив рік, за 2 тижні збирався додому.
23 травня 2016 року загинув під час обстрілу з важкого озброєння промзони Авдіївки — снаряд влучив у перекриття бліндажа, Андрія смертельно поранило осколком у потилицю. Тоді ж поліг старший сержант Олександр Бірюков.
Похований у Зміївці.
Без Олександра лишилися батьки та три сестри (одна з них Ганна).

## Нагороди та вшанування
- указом Президента України № 138/2017 від 22 травня 2017 року «за особисту мужність і високий професіоналізм, виявлені у захисті державного суверенітету та територіальної цілісності України, вірність військовій присязі» — нагороджений орденом «За мужність» III ступеня (посмертно)[1]
- 12 листопада 2016 в Зміївській ЗОШ відкрито меморіальну дошку Андрію Смільницькому.